# Alice al revés
Alice al revés (en inglés Alice Upside Down) es una película de comedia dramática de 2007 basada en la serie Alice, escrita por Phyllis Reynolds Naylor. La película se filmó en Bishop DuBourg High School en St. Louis, Missouri. Se proyectó en cines limitados en 2007 y se lanzó directamente en DVD el 29 de julio de 2008. En América del Norte, se emitió en Starz Kids & Family, pero durante sus primeros años estuvo disponible bajo demanda.
La historia se centra en Alice, una niña de 11 años que comienza el sexto grado en su nueva escuela. Fue protagonizada por Alyson Stoner, Lucas Grabeel, Bridgit Mendler, Luke Perry, Penny Marshall y Ashley Eckstein.

## Sinopsis
La vida de Alice McKinley está llena de ansiedad, momentos difíciles y desafíos abrumadores. Su madre murió cuando ella era joven, y ahora la necesita más que nunca. Con el apoyo de su padre (Luke Perry), sus maestros (Penny Marshall, Ashley Drane, Boris Kodjoe) y sus nuevos amigos (Parker McKenna Posey, Dylan McLaughlin), Alice continúa adelante a través del caos y la vergüenza que forman su viaje.

## Reparto
- Alyson Stoner como Alice McKinley.
- Lucas Grabeel como Lester McKinley.
- Luke Perry† como Ben McKinley.
- Penny Marshall† como Mrs. Plotkin.
- Ashley Drane como Maestra Cole.
- Boris Kodjoe como Mr. Edgecomb.
- Parker McKenna Posey como Elizabeth.
- Bridgit Mendler como Pamela Jones.
- Dylan McLaughlin como Patrick Loughton.
- Ann Dowd como Aunt Sally.

## Doblaje
Latinoamérica (Argentina):
- Agustina Priscila González Cirulkin: Alice McKinley
- Martín Gopar: Lester McKinley
- Diego Brizzi: Ben McKinley
- Silvia Aira: Mrs. Plotkin
- Karín Zavala: Maestra Cole
- Marcelo Armand: Mr. Edgecomb
- Sofía Malacco: Elizabeth
- Paloma Odrizora: Pamela Jones
- Demián Velazco Rochwerger: Patrick Loughton
- Andrea Sala Rigler: Tía Sally

Voces Adicionales: 

| - Lucila Gómez - Hernán Bravo - Ariel Abadi - Vanina García - Gladys Benítez | - Emiliano Dionisi. - Malena Ibáñez. - Ariel Cisternino. - Alejandro Graue. |

Créditos Técnicos: 

- Estudio de Doblaje 1: Media Pro Com, Buenos Aires, Argentina
- Director de Diálogo: Nicolás Frías.
- Traductor/Adaptador: Katya Ojeda.
- Director Creativo: Raúl Aldana.
- Doblaje al Español Producido por: Disney Character Voices International, Inc.

## Banda sonora
Se editó un CD exclusivo con copias del DVD en Walmart.
- 1. Alyson Stoner - Lost & Found
- 2. Alyson Stoner - Free Spirit
- 3. Lucas Grabeel - Jenny Got a Fever
- 4. Lucas Grabeel - I Just Gotta Rock